# Queisser Pharma
Die Queisser Pharma GmbH & Co. KG ist ein mittelständisches Pharmaunternehmen mit Sitz in Flensburg.

## Geschichte
Die heutige Queisser Pharma entstand bei der Fusion der vom Apotheker Alfred Queisser in Hamburg gegründeten Queisser Pharma mit der vom Essener Drogisten Josef Peter Hennes geschaffenen Doppelherz Pharma. Der wirtschaftliche Schwerpunkt des Unternehmens lag zunächst auf der Produktion und Vermarktung des von Hennes 1919 entwickelten „Energie-Tonikums“ Doppelherz. Während der Zeit des Nationalsozialismus beteiligte sich das Unternehmen ab 1933 an einer antisemitischen Kampagne gegen den Konkurrenten Beiersdorf.
Das Unternehmen gehört seit Ende der 1970er-Jahre über die HGDF Familienholding GmbH & Co. KG der Flensburger Familie Dethleffsen, Nachkommen des Rumhändlers Herm. G. Dethleffsen. Dieses Unternehmen wurde 1738 in Flensburg gegründet und ist unter anderem auch Mehrheitseigner von Flensburger Pilsener und der FRS. Heute ist Queisser ein international tätiges Unternehmen mit ca. 500 Mitarbeitenden, das mit seinen Produkten in Teilsegmenten des Gesundheitsmarktes tätig ist.
In den 1990er-Jahren wurde unter der Marke Doppelherz das Sortiment mit unterschiedlichen Produkten im Bereich von Vitaminen, Mineralstoffen und anderer Nahrungsergänzungsmittel ausgebaut. Außerhalb der Apotheke hat Doppelherz in vielen Teilsegmenten, insbesondere im Bereich der Vitamine und Mineralien, die Marktführerschaft erreicht.
2006 führte Queisser Pharma die Produktlinie „Doppelherz system“ ein, die ausschließlich über Apotheken vertrieben wird. Sie umfasst Nahrungsergänzungsmittel mit spezieller Zusammensetzung. Die Tochterfirma Doppelherz Pharma GmbH mit Sitz in Flensburg stellt chemisch-synthetische und einzelne pflanzliche Arzneimittel her.

## Produkte und Märkte
Zu den Marken von Queisser gehören neben Doppelherz das Haftmittelsortiment Protefix, das verdauungsfördernde Mittel der Marke Ramend, Stozzon gegen Mund- und Körpergeruch und weitere Nahrungsergänzungsmittel mit Hagebuttenpulver unter dem Markennamen Litozin. Queisser vertreibt zudem homöopathische Präparate für Säuglinge und Kleinkinder. Neben Deutschland und den klassischen europäischen Märkten ist Queisser Pharma heute international auch verstärkt in Osteuropa mit Polen, Russland, der Ukraine, Rumänien und Bulgarien sowie in Teilen Südamerikas und Südostasiens tätig. Unter anderem durch eine Kooperation mit der Alibaba Group hat man in den letzten Jahren zudem insbesondere in China Marktanteile gewinnen können.

## Kritik
Greenpeace erhebt gegen Queisser den Vorwurf, wegen der Produktion von Doppelherz gegen die Antarktis-Schutzverträge zu verstoßen. Aufgrund des Krillfangs zur Herstellung von Omega-3-Fettsäure-Kapseln würden der Umwelt in der Antarktis große Schäden zugefügt.